# Giacomo Bologna (imprenditore)
Giacomo Bologna (Rocchetta Tanaro, 1938 – Rocchetta Tanaro, 1990) è stato un imprenditore e agricoltore italiano, noto per aver rivoluzionato la percezione della Barbera d'Asti, trasformandola da vino quotidiano a eccellenza enologica di rilievo internazionale.

## Biografia
Figlio di Giuseppe Bologna, soprannominato "Braida" per la sua abilità nel gioco del pallone elastico, Giacomo eredita la passione per la viticoltura e i vigneti di famiglia a Rocchetta Tanaro, in provincia di Asti.
Nel 1961 fonda l'azienda vinicola Braida, iniziando la produzione della Barbera del Monferrato frizzante La Monella. Durante gli anni Ottanta introduce tecniche innovative per l’epoca, come l’affinamento in barrique, per elevare qualitativamente la Barbera.
Nel 1982 nasce il celebre Bricco dell'Uccellone, seguito dal Bricco della Bigotta (1985) e da Ai Suma (1989), quest'ultimo prodotto da uve raccolte tardivamente. Grazie a questi vini, Giacomo Bologna si afferma come uno dei pionieri del rinnovamento qualitativo della Barbera in Piemonte.
È stato anche un promotore della cultura del vino, partecipando attivamente a fiere, eventi e momenti di divulgazione legati all’enogastronomia piemontese.

## Eredità
Dopo la sua scomparsa nel 1990, l’azienda Braida è stata guidata dai figli Raffaella e Giuseppe, che hanno proseguito la filosofia del padre, mantenendo l’attenzione sulla qualità e sull’innovazione.
Nel 2024 l’azienda ha ottenuto il riconoscimento di "Marchio Storico di Interesse Nazionale", assegnato dal Ministero delle Imprese e del Made in Italy alle aziende italiane con una lunga tradizione storica e radicamento territoriale.
L’azienda produce circa 700.000 bottiglie all'anno, da vigneti estesi su circa 70 ettari distribuiti tra Rocchetta Tanaro e altri comuni del Piemonte.

## Eredità culturale
Nel 2012, la regista Giulia Graglia ha realizzato il documentario Il re del mosto, dedicato alla figura di Giacomo Bologna. Il film, della durata di 44 minuti, racconta la vita del produttore piemontese attraverso testimonianze di familiari, amici e colleghi, tra cui Bruno Lauzi, Luigi Veronelli e Gianni Basso. Il documentario è stato presentato in anteprima al Festival di cinema rurale "Corto e Fieno", dove ha ottenuto il primo premio.
Alla figura di Bologna è inoltre dedicato il volume The Big Jack. Storia di Giacomo Bologna di Niki Stefi, edito da Seminario Veronelli Editore nel 2013.

## Riconoscimenti
In onore della sua figura è stato istituito il Premio Giacomo Bologna – Qualità della Vita, conferito a personalità distintesi nei campi della cultura, della scienza e della società.